# Понкратов Павло Андрійович
Павло Андрійович Понкратов (рос. Павел Андреевич Понкратов; нар. 15 липня 1988, Челябінськ) — російський шахіст, гросмейстер від 2010 року.

## Життєпис

### Особисте життя
Народився 1988 року в Челябінську. Шахами став займатися 1996 року, у 8 років, спочатку в шаховій секції спортклубу «Мечел», а потім тренувався у СДЮШОР № 9 (тренер — Олександр Щетинін). Навчався в гімназії № 96, потім вступи до Південно-Уральського державного університету (виступав за збірну ПУрДУ разом з гросмейстером Олександром Рязанцевим, майстром спорту Олексієм Яценком і кандидатом у майстри спорту Русланом Муратхановим в особисто-командному Чемпіонаті Росії з шахів серед студентів-2006), звідки перевівся в Єкатеринбург, в Уральський державний гірничий університет (виступав за збірну УДГУ в особисто-командному Чемпіонаті Росії з шахів серед студентів в 2008 і 2009 роках). Викладає в ДЮСШ Уральська шахова академія.

## Спортивні досягнення
Павло — шестиразовий переможець Чемпіонатів Європи серед молоді зі швидких шахів, призер першості Росії з класичних шахів, переможець чемпіонату Уральського федерального округу серед чоловіків з класичних шахів, переможець Всесвітньої молодіжної шахової Олімпіади в Туреччині, і т. д. Добре грає «наосліп» (максимально — на 12 шахівницях).
2010 року Павло виступив за збірну Росії на 11-му чемпіонаті світу з шахів серед студентів. У 2011 році його викликали до складу збірної Росії для участі в Універсіаді-2011 в Шеньчжені, але з особистих причин він не зміг взяти у ній участь. У червні 2013 року взяв участь у чемпіонаті світу зі швидких шахів і бліцу в Ханти-Мансійську.

### Розряди
- 12 вересня 2004 року виконав першу норму міжнародного майстра на відкритому Кубку федерації шахів Челябінської області[11].
- 5 жовтня 2006 року Павлу присвоєно звання «Міжнародний майстер ФІДЕ».
- 23 квітня 2010 року на Президентській раді ФІДЕ Павлу (на той момент міжнародному майстру) присвоєно звання гросмейстера ФІДЕ. Павло став наймолодшим гросмейстером Челябінській області й усього Уральського федерального округу[12][13].

## Зміни рейтингу
| На цьому місці має відображатися графік чи діаграма, однак з технічних причин його відображення наразі вимкнено. Будь ласка, не видаляйте код, який викликає це повідомлення. Розробники вже працюють для того, щоби відновити штатне функціонування цього графіка або діаграми. | |
| | На цьому місці має відображатися графік чи діаграма, однак з технічних причин його відображення наразі вимкнено. Будь ласка, не видаляйте код, який викликає це повідомлення. Розробники вже працюють для того, щоби відновити штатне функціонування цього графіка або діаграми. |